# Anthony Tuck
Anthony Tuck (né en 1940) est professeur émérite d’histoire médiévale à l’université de Bristol. 

## Biographie
Il est élève de la Royal Grammar School de Newcastle (1948-59) et à l’université de Cambridge. De 1965 à 1978, il est lecteur d’histoire médiévale à l’université de Lancaster. Il est ensuite maître au Collingwood College et à l’université de Durham de 1978 à 1985. Ses travaux portent essentiellement sur les relations entre le roi et la noblesse dans l’Angleterre du bas Moyen Âge.

## Principales œuvres
- (en) Richard II and the English Nobility, London, Edward Arnold, 1973 (ISBN 0713157089)
- (en) Crown and Nobility 1272-1461: Political Conflict in Late Medieval England, London, Fontana, 1985 (ISBN 0006860842)
- (en) War and Border Societies in the Middle Ages, Londres, Routledge, 1992, 198 p. (ISBN 978-0-415-08021-7, BNF 35573126), responsable éditorial avec Anthony Goodman